# Pere Josep Matas i Bover
Pere Josep Matas i Bover (Santa Maria del Camí, 14 de desembre de 1934 - Río Cuarto, Córdoba, Argentina, 9 de desembre de 1998) fou un músic i religiós mallorquí.
Als deu anys ingressà en el Seminari menor de Lluc, on estudià el batxillerat i formà part de la Schola Cantorum del Monestir, els «Blavets», de la qual fou ajudant de direcció els anys 1956-58 i director de 1958 a 1960. El 1959 acabà els estudis eclesiàstics de Filosofia i Teologia. Cursà estudis d'orgue i piano amb els mestres Ballester i Capllonch i harmonia amb Luis Urteaga Iturrioz, professor del Reial Conservatori de San Sebastián. El juny de 1959 fou ordenat sacerdot. S'especialitzà en cant gregorià a l'Escola Superior de Música Sagrada de Madrid i direcció coral amb el pare Miguel Ollers.
A partir de 1960 exercí la seva tasca docent a la Universitat de Río Cuarto (Córdoba, Argentina), de la qual fou assessor musical ad-honorem. L'any 1966 passà a dirigir el Coro Polifónico Delfino Quirici a Córdoba. El 1974 fou designat director-organitzador del Coro de la Universitat de Río Cuarto. A més, el 1982 fundà el conjunt coral «Cantus» d'Alcira-Gigena, del qual també fou director.
Com a compositor fou autor de música sacra i realitzà arranjaments d'altre obres. L'any 1988, per encàrrec de Josep Capó i Juan compongué la música de l'Himne de Santa Maria del Camí, per coral i piano, amb lletra de Miquel Dolç i Dolç.
De 1960 a 1994 fou professor de llengües clàssiques. de filosofia i de sagrades escriptures en el Seminari Diocesà Jesús Buen Pastor de Río Cuarto i també ensenyà llengua i literatura castellanes i llatí a l'Institut Superior de Ciències de la mateixa ciutat.
El mateix dia de la seva mort, el ple municipal de l'Ajuntament de Río Cuarto li reté homenatge amb un minut de silenci i una glossa de la seva biografia, com a reconeixement a la seva tasca en favor de la cultura i de la música en aquella ciutat argentina. Des de l'any 2004, un carrer de Río Cuarto duu el nom de Pedro José Matas Bover.